# Spilosoma biseriata
Spilosoma biseriata är en fjärilsart som beskrevs av Moore 1877. Spilosoma biseriata ingår i släktet Spilosoma och familjen björnspinnare. Inga underarter finns listade i Catalogue of Life.